# Atlantogenata
Atlantogenata é um clado de mamíferos placentários que contêm as superordens ou coortes Xenarthra, Afrotheria Este clado originou-se provavelmente no Cretáceo, quando África e América do Sul ainda estavam unidas. Anteriormente, incluíase os meridiungulados com classificação de superordem, mas os estudos filogenéticos e fósseis os colocaram na Laurasiatheria.
Esta é a filogenia de acordo com estudos genéticos recentes: 
|  | Xenarthra  |
|  |            |
|  | Afrotheria |
|  |            |

|  | Laurasiatheria   |
|  |                  |
|  | Euarchontoglires |
|  |                  |

|  | Xenarthra  |
|  |            |
|  | Afrotheria |
|  |            |

|  | Laurasiatheria   |
|  |                  |
|  | Euarchontoglires |
|  |                  |

## Classificação
- Superordem Xenarthra
  - Ordem Pilosa
  - Ordem Cingulata
- Superordem Afrotheria
  - Ordem Afrosoricida
  - Ordem Macroscelidea
  - Ordem Tubulidentata
  - Ordem Hyracoidea
  - Ordem Proboscidea
  - Ordem Sirenia
  - Ordem Embrythopoda (extinto)
  - Ordem Desmostylia (extinto)